# فاتوس نانو
فاتوس نانو (من مواليد 16 سبتمبر 1952) سياسي اشتراكي ألباني، شغل منصب رئيس وزراء ألبانيا عدة مرات، كان أول زعيم ومؤسس للحزب الاشتراكي الألباني وعضوًا في البرلمان الألباني من 1991 إلى 1996 ومن 1997 إلى 2009. أثناء قيادته انضم الحزب الاشتراكي نتيجة الإصلاحات إلى الاشتراكية الدولية وحزب الاشتراكيين الأوروبيين. كان نانو مرشحًا في الانتخابات الرئاسية لعام 2007 لكنه لم يفز. حاول مرة أخرى في انتخابات 2012 الرئاسية، لكنه لم يتأهل حتى للترشح، لأن قادة الأحزاب في البرلمان عرقلوا نوابهم لانتخابه كمرشح في الانتخابات.